# Rödharu örarna
Rödharu Örarna är klippor nära Husskär i Nagu,  Finland.   De ligger i Pargas stad i landskapet Egentliga Finland. Ön ligger omkring 4 kilometer nordost om Husskär, omkring 26 kilometer sydost om Nagu kyrka,  51 kilometer söder om Åbo och 160 km väster om Helsingfors. Närmaste allmänna förbindelse är förbindelsebryggan vid Knivskär som trafikeras av M/S Nordep.
Terrängen runt Rödharu Örarna är mycket platt.  Det finns inga samhällen i närheten. 